# Antares (raket)
För andra betydelser, se Antares (olika betydelser).
Antares är en raket utvecklad av Orbital Sciences Corporation. Under utvecklingsarbetet var raketen känd under namnet Taurus II. Första uppskjutningen gjordes den 21 april 2013.
En farkost som skjuts upp med denna raket är den obemannade Cygnus, som försörjer rymdstationen ISS med material och förnödenheter.
Raketen är tänkt som ett alternativ till United Launch Alliance Delta II-raket.

## Varianter och nummer
| Siffra | Första siffran | Andra siffran | Tredje siffran |
| Siffra | (Första steg)  | (Andra steg)  | (Tredje steg)  |
| ------ | -------------- | ------------- | -------------- |
| 0      | i.u.           | i.u.          | i.u.           |
| 1      | 2 × AJ26-62    | Castor 30A    | 3 × BT-4       |
| 2      | 2 × RD-181     | Castor 30B    | Star 48BV      |
| 3      | 7 × Miranda    | Castor 30XL   | Orion 38       |

### 100

#### 110
De två första flygningarna med Antaresraketen var av konfigurationen Antares 110, vilket betyder att första steget bestod av två stycken AJ26-62, andra steget av en Castor 30A och inget tredje steg.
Den flög första gången den 21 april, 2013.

#### 120
De två följande flygningarna var av konfigurationen Antares 120. Första steget bestod av två stycken AJ26-62, andra steget av en Castor 30B och inget tredje steg.
Den flög första gången den 9 januari 2014.

#### 130
Den femte flygningen var av konfigurationen Antares 130. Första steget bestod av två stycken AJ26-62, andra steget av en Castor 30XL och inget tredje steg.
Den flög första gången den 28 oktober 2014, men havererade några sekunder efter start.

### 200

#### 230
Första stegets två AJ26-62 byts mot två RD-181 motorer. Dock använder man sig inte av motorernas fulla kapacitet då detta skulle kräva en större omkonstruktion av raketens första steg. 
Den flög första gången den 17 oktober 2016.

#### 230+
Olika förstärkningar av raketens första steg, för att kunna utnyttja de båda RD-181 motorerna bättre.
Den flög första gången den 2 november 2019.

### 300
Större omkonstruktion av raketens första steg för sju Miranda motorer från företaget Firefly Aerospace. Första uppskjutningen är planerad till slutet av 2025.

## Haveri
Den 28 oktober 2014 exploderade en Antaresraket några sekunder efter uppskjutningen.

## Uppskjutningar
| Datum (UTC)                | Rakettyp                                                                                      | Startplats | Nyttolast                          | Omloppsbana | Kund | Resultat   |
| -------------------------- | --------------------------------------------------------------------------------------------- | ---------- | ---------------------------------- | ----------- | ---- | ---------- |
| 21 april 2013, 21:00       | Antares 110                                                                                   | MARS LP-0A | Cygnus Mass Simulator /            | LEO         |      | Lyckad     |
| 21 april 2013, 21:00       | Antares 110                                                                                   | MARS LP-0A | Dove 1 / Alexander / Graham / Bell | LEO         |      | Lyckad     |
| 21 april 2013, 21:00       | Första uppskjutningen av Antares 110.                                                         |            |                                    |             |      |            |
| 18 september 2013, 14:58   | Antares 110                                                                                   | MARS LP-0A | Cygnus Orb-D1                      | LEO         | NASA | Lyckad     |
| 18 september 2013, 14:58   |                                                                                               |            |                                    |             |      |            |
| 9 januari 2014, 18:07      | Antares 120                                                                                   | MARS LP-0A | Cygnus CRS Orb-1                   | LEO         | NASA | Lyckad     |
| 9 januari 2014, 18:07      | Första uppskjutningen av Antares 120.                                                         |            |                                    |             |      |            |
| 13 juli 2014, 16:52        | Antares 120                                                                                   | MARS LP-0A | Cygnus CRS Orb-2                   | LEO         | NASA | Lyckad     |
| 13 juli 2014, 16:52        |                                                                                               |            |                                    |             |      |            |
| 28 oktober 2014, 22:22     | Antares 130                                                                                   | MARS LP-0A | Cygnus CRS Orb-3                   | LEO         | NASA | Misslyckad |
| 28 oktober 2014, 22:22     | Första uppskjutningen av Antares 130. Raketen havererade några sekunder efter uppskjutningen. |            |                                    |             |      |            |
| 17 oktober 2016, 23:45:35  | Antares 230                                                                                   | MARS LP-0A | Cygnus CRS OA-5                    | LEO         | NASA | Lyckad     |
| 17 oktober 2016, 23:45:35  | Första uppskjutningen av Antares 230.                                                         |            |                                    |             |      |            |
| 12 november 2017, 12:19:51 | Antares 230                                                                                   | MARS LP-0A | Cygnus CRS OA-8E                   | LEO         | NASA | Lyckad     |
| 12 november 2017, 12:19:51 |                                                                                               |            |                                    |             |      |            |
| 21 maj 2018, 08:44         | Antares 230                                                                                   | MARS LP-0A | Cygnus CRS OA-9E                   | LEO         | NASA | Lyckad     |
| 21 maj 2018, 08:44         |                                                                                               |            |                                    |             |      |            |
| 17 november 2018, 09:01    | Antares 230                                                                                   | MARS LP-0A | Cygnus NG-10                       | LEO         | NASA | Lyckad     |
| 17 november 2018, 09:01    |                                                                                               |            |                                    |             |      |            |
| 17 april 2019, 20:46       | Antares 230                                                                                   | MARS LP-0A | Cygnus NG-11                       | LEO         | NASA | Lyckad     |
| 17 april 2019, 20:46       | Sista uppskjutningen av Antares 230                                                           |            |                                    |             |      |            |
| 2 november 2019, 13:59     | Antares 230+                                                                                  | MARS LP-0A | Cygnus NG-12                       | LEO         | NASA | Lyckad     |
| 2 november 2019, 13:59     | Första uppskjutningen av Antares 230+                                                         |            |                                    |             |      |            |
| 15 februari 2020, 20:21    | Antares 230+                                                                                  | MARS LP-0A | Cygnus NG-13                       | LEO         | NASA | Lyckad     |
| 15 februari 2020, 20:21    |                                                                                               |            |                                    |             |      |            |
| 3 oktober 2020, 01:16      | Antares 230+                                                                                  | MARS LP-0A | Cygnus NG-14                       | LEO         | NASA | Lyckad     |
| 3 oktober 2020, 01:16      |                                                                                               |            |                                    |             |      |            |
| 20 februari 2021, 17:36    | Antares 230+                                                                                  | MARS LP-0A | Cygnus NG-15                       | LEO         | NASA | Lyckad     |
| 20 februari 2021, 17:36    |                                                                                               |            |                                    |             |      |            |
| 10 augusti 2021, 22:01     | Antares 230+                                                                                  | MARS LP-0A | Cygnus NG-16                       | LEO         | NASA | Lyckad     |
| 10 augusti 2021, 22:01     |                                                                                               |            |                                    |             |      |            |
| 19 februari 2022, 17:40    | Antares 230+                                                                                  | MARS LP-0A | Cygnus NG-17                       | LEO         | NASA | Lyckad     |
| 19 februari 2022, 17:40    |                                                                                               |            |                                    |             |      |            |
| 7 november 2022, 10:32     | Antares 230+                                                                                  | MARS LP-0A | Cygnus NG-18                       | LEO         | NASA | Lyckad     |
| 7 november 2022, 10:32     |                                                                                               |            |                                    |             |      |            |
| 2 augusti 2023, 00:31      | Antares 230+                                                                                  | MARS LP-0A | Cygnus NG-19                       | LEO         | NASA | Lyckad     |
| 2 augusti 2023, 00:31      | Sista uppskjutningen av Antares 230+                                                          |            |                                    |             |      |            |

## Planerade uppskjutningar
| Datum (UTC) | Rakettyp    | Nyttolast    |
| ----------- | ----------- | ------------ |
| Q4 2025     | Antares 330 | Cygnus NG-23 |
| 2026        | Antares 330 | Cygnus NG-24 |
| 2026        | Antares 330 | Cygnus NG-25 |